# Anell de Maróczy
|   | a | b | c | d | e | f | g | h |   |
| 8 | a8 negres torre · c8 negres alfil · d8 negres dama · e8 negres rei · f8 negres alfil · g8 negres cavall · h8 negres torre · a7 negres peó · b7 negres peó · d7 negres peó · e7 negres peó · f7 negres peó · h7 negres peó · c6 negres cavall · g6 negres peó · c4 blanques peó · d4 blanques cavall · e4 blanques peó · a2 blanques peó · b2 blanques peó · f2 blanques peó · g2 blanques peó · h2 blanques peó · a1 blanques torre · b1 blanques cavall · c1 blanques alfil · d1 blanques dama · e1 blanques rei · f1 blanques alfil · h1 blanques torre | a8 negres torre · c8 negres alfil · d8 negres dama · e8 negres rei · f8 negres alfil · g8 negres cavall · h8 negres torre · a7 negres peó · b7 negres peó · d7 negres peó · e7 negres peó · f7 negres peó · h7 negres peó · c6 negres cavall · g6 negres peó · c4 blanques peó · d4 blanques cavall · e4 blanques peó · a2 blanques peó · b2 blanques peó · f2 blanques peó · g2 blanques peó · h2 blanques peó · a1 blanques torre · b1 blanques cavall · c1 blanques alfil · d1 blanques dama · e1 blanques rei · f1 blanques alfil · h1 blanques torre | a8 negres torre · c8 negres alfil · d8 negres dama · e8 negres rei · f8 negres alfil · g8 negres cavall · h8 negres torre · a7 negres peó · b7 negres peó · d7 negres peó · e7 negres peó · f7 negres peó · h7 negres peó · c6 negres cavall · g6 negres peó · c4 blanques peó · d4 blanques cavall · e4 blanques peó · a2 blanques peó · b2 blanques peó · f2 blanques peó · g2 blanques peó · h2 blanques peó · a1 blanques torre · b1 blanques cavall · c1 blanques alfil · d1 blanques dama · e1 blanques rei · f1 blanques alfil · h1 blanques torre | a8 negres torre · c8 negres alfil · d8 negres dama · e8 negres rei · f8 negres alfil · g8 negres cavall · h8 negres torre · a7 negres peó · b7 negres peó · d7 negres peó · e7 negres peó · f7 negres peó · h7 negres peó · c6 negres cavall · g6 negres peó · c4 blanques peó · d4 blanques cavall · e4 blanques peó · a2 blanques peó · b2 blanques peó · f2 blanques peó · g2 blanques peó · h2 blanques peó · a1 blanques torre · b1 blanques cavall · c1 blanques alfil · d1 blanques dama · e1 blanques rei · f1 blanques alfil · h1 blanques torre | a8 negres torre · c8 negres alfil · d8 negres dama · e8 negres rei · f8 negres alfil · g8 negres cavall · h8 negres torre · a7 negres peó · b7 negres peó · d7 negres peó · e7 negres peó · f7 negres peó · h7 negres peó · c6 negres cavall · g6 negres peó · c4 blanques peó · d4 blanques cavall · e4 blanques peó · a2 blanques peó · b2 blanques peó · f2 blanques peó · g2 blanques peó · h2 blanques peó · a1 blanques torre · b1 blanques cavall · c1 blanques alfil · d1 blanques dama · e1 blanques rei · f1 blanques alfil · h1 blanques torre | a8 negres torre · c8 negres alfil · d8 negres dama · e8 negres rei · f8 negres alfil · g8 negres cavall · h8 negres torre · a7 negres peó · b7 negres peó · d7 negres peó · e7 negres peó · f7 negres peó · h7 negres peó · c6 negres cavall · g6 negres peó · c4 blanques peó · d4 blanques cavall · e4 blanques peó · a2 blanques peó · b2 blanques peó · f2 blanques peó · g2 blanques peó · h2 blanques peó · a1 blanques torre · b1 blanques cavall · c1 blanques alfil · d1 blanques dama · e1 blanques rei · f1 blanques alfil · h1 blanques torre | a8 negres torre · c8 negres alfil · d8 negres dama · e8 negres rei · f8 negres alfil · g8 negres cavall · h8 negres torre · a7 negres peó · b7 negres peó · d7 negres peó · e7 negres peó · f7 negres peó · h7 negres peó · c6 negres cavall · g6 negres peó · c4 blanques peó · d4 blanques cavall · e4 blanques peó · a2 blanques peó · b2 blanques peó · f2 blanques peó · g2 blanques peó · h2 blanques peó · a1 blanques torre · b1 blanques cavall · c1 blanques alfil · d1 blanques dama · e1 blanques rei · f1 blanques alfil · h1 blanques torre | a8 negres torre · c8 negres alfil · d8 negres dama · e8 negres rei · f8 negres alfil · g8 negres cavall · h8 negres torre · a7 negres peó · b7 negres peó · d7 negres peó · e7 negres peó · f7 negres peó · h7 negres peó · c6 negres cavall · g6 negres peó · c4 blanques peó · d4 blanques cavall · e4 blanques peó · a2 blanques peó · b2 blanques peó · f2 blanques peó · g2 blanques peó · h2 blanques peó · a1 blanques torre · b1 blanques cavall · c1 blanques alfil · d1 blanques dama · e1 blanques rei · f1 blanques alfil · h1 blanques torre | 8 |
| 7 | a8 negres torre · c8 negres alfil · d8 negres dama · e8 negres rei · f8 negres alfil · g8 negres cavall · h8 negres torre · a7 negres peó · b7 negres peó · d7 negres peó · e7 negres peó · f7 negres peó · h7 negres peó · c6 negres cavall · g6 negres peó · c4 blanques peó · d4 blanques cavall · e4 blanques peó · a2 blanques peó · b2 blanques peó · f2 blanques peó · g2 blanques peó · h2 blanques peó · a1 blanques torre · b1 blanques cavall · c1 blanques alfil · d1 blanques dama · e1 blanques rei · f1 blanques alfil · h1 blanques torre | a8 negres torre · c8 negres alfil · d8 negres dama · e8 negres rei · f8 negres alfil · g8 negres cavall · h8 negres torre · a7 negres peó · b7 negres peó · d7 negres peó · e7 negres peó · f7 negres peó · h7 negres peó · c6 negres cavall · g6 negres peó · c4 blanques peó · d4 blanques cavall · e4 blanques peó · a2 blanques peó · b2 blanques peó · f2 blanques peó · g2 blanques peó · h2 blanques peó · a1 blanques torre · b1 blanques cavall · c1 blanques alfil · d1 blanques dama · e1 blanques rei · f1 blanques alfil · h1 blanques torre | a8 negres torre · c8 negres alfil · d8 negres dama · e8 negres rei · f8 negres alfil · g8 negres cavall · h8 negres torre · a7 negres peó · b7 negres peó · d7 negres peó · e7 negres peó · f7 negres peó · h7 negres peó · c6 negres cavall · g6 negres peó · c4 blanques peó · d4 blanques cavall · e4 blanques peó · a2 blanques peó · b2 blanques peó · f2 blanques peó · g2 blanques peó · h2 blanques peó · a1 blanques torre · b1 blanques cavall · c1 blanques alfil · d1 blanques dama · e1 blanques rei · f1 blanques alfil · h1 blanques torre | a8 negres torre · c8 negres alfil · d8 negres dama · e8 negres rei · f8 negres alfil · g8 negres cavall · h8 negres torre · a7 negres peó · b7 negres peó · d7 negres peó · e7 negres peó · f7 negres peó · h7 negres peó · c6 negres cavall · g6 negres peó · c4 blanques peó · d4 blanques cavall · e4 blanques peó · a2 blanques peó · b2 blanques peó · f2 blanques peó · g2 blanques peó · h2 blanques peó · a1 blanques torre · b1 blanques cavall · c1 blanques alfil · d1 blanques dama · e1 blanques rei · f1 blanques alfil · h1 blanques torre | a8 negres torre · c8 negres alfil · d8 negres dama · e8 negres rei · f8 negres alfil · g8 negres cavall · h8 negres torre · a7 negres peó · b7 negres peó · d7 negres peó · e7 negres peó · f7 negres peó · h7 negres peó · c6 negres cavall · g6 negres peó · c4 blanques peó · d4 blanques cavall · e4 blanques peó · a2 blanques peó · b2 blanques peó · f2 blanques peó · g2 blanques peó · h2 blanques peó · a1 blanques torre · b1 blanques cavall · c1 blanques alfil · d1 blanques dama · e1 blanques rei · f1 blanques alfil · h1 blanques torre | a8 negres torre · c8 negres alfil · d8 negres dama · e8 negres rei · f8 negres alfil · g8 negres cavall · h8 negres torre · a7 negres peó · b7 negres peó · d7 negres peó · e7 negres peó · f7 negres peó · h7 negres peó · c6 negres cavall · g6 negres peó · c4 blanques peó · d4 blanques cavall · e4 blanques peó · a2 blanques peó · b2 blanques peó · f2 blanques peó · g2 blanques peó · h2 blanques peó · a1 blanques torre · b1 blanques cavall · c1 blanques alfil · d1 blanques dama · e1 blanques rei · f1 blanques alfil · h1 blanques torre | a8 negres torre · c8 negres alfil · d8 negres dama · e8 negres rei · f8 negres alfil · g8 negres cavall · h8 negres torre · a7 negres peó · b7 negres peó · d7 negres peó · e7 negres peó · f7 negres peó · h7 negres peó · c6 negres cavall · g6 negres peó · c4 blanques peó · d4 blanques cavall · e4 blanques peó · a2 blanques peó · b2 blanques peó · f2 blanques peó · g2 blanques peó · h2 blanques peó · a1 blanques torre · b1 blanques cavall · c1 blanques alfil · d1 blanques dama · e1 blanques rei · f1 blanques alfil · h1 blanques torre | a8 negres torre · c8 negres alfil · d8 negres dama · e8 negres rei · f8 negres alfil · g8 negres cavall · h8 negres torre · a7 negres peó · b7 negres peó · d7 negres peó · e7 negres peó · f7 negres peó · h7 negres peó · c6 negres cavall · g6 negres peó · c4 blanques peó · d4 blanques cavall · e4 blanques peó · a2 blanques peó · b2 blanques peó · f2 blanques peó · g2 blanques peó · h2 blanques peó · a1 blanques torre · b1 blanques cavall · c1 blanques alfil · d1 blanques dama · e1 blanques rei · f1 blanques alfil · h1 blanques torre | 7 |
| 6 | a8 negres torre · c8 negres alfil · d8 negres dama · e8 negres rei · f8 negres alfil · g8 negres cavall · h8 negres torre · a7 negres peó · b7 negres peó · d7 negres peó · e7 negres peó · f7 negres peó · h7 negres peó · c6 negres cavall · g6 negres peó · c4 blanques peó · d4 blanques cavall · e4 blanques peó · a2 blanques peó · b2 blanques peó · f2 blanques peó · g2 blanques peó · h2 blanques peó · a1 blanques torre · b1 blanques cavall · c1 blanques alfil · d1 blanques dama · e1 blanques rei · f1 blanques alfil · h1 blanques torre | a8 negres torre · c8 negres alfil · d8 negres dama · e8 negres rei · f8 negres alfil · g8 negres cavall · h8 negres torre · a7 negres peó · b7 negres peó · d7 negres peó · e7 negres peó · f7 negres peó · h7 negres peó · c6 negres cavall · g6 negres peó · c4 blanques peó · d4 blanques cavall · e4 blanques peó · a2 blanques peó · b2 blanques peó · f2 blanques peó · g2 blanques peó · h2 blanques peó · a1 blanques torre · b1 blanques cavall · c1 blanques alfil · d1 blanques dama · e1 blanques rei · f1 blanques alfil · h1 blanques torre | a8 negres torre · c8 negres alfil · d8 negres dama · e8 negres rei · f8 negres alfil · g8 negres cavall · h8 negres torre · a7 negres peó · b7 negres peó · d7 negres peó · e7 negres peó · f7 negres peó · h7 negres peó · c6 negres cavall · g6 negres peó · c4 blanques peó · d4 blanques cavall · e4 blanques peó · a2 blanques peó · b2 blanques peó · f2 blanques peó · g2 blanques peó · h2 blanques peó · a1 blanques torre · b1 blanques cavall · c1 blanques alfil · d1 blanques dama · e1 blanques rei · f1 blanques alfil · h1 blanques torre | a8 negres torre · c8 negres alfil · d8 negres dama · e8 negres rei · f8 negres alfil · g8 negres cavall · h8 negres torre · a7 negres peó · b7 negres peó · d7 negres peó · e7 negres peó · f7 negres peó · h7 negres peó · c6 negres cavall · g6 negres peó · c4 blanques peó · d4 blanques cavall · e4 blanques peó · a2 blanques peó · b2 blanques peó · f2 blanques peó · g2 blanques peó · h2 blanques peó · a1 blanques torre · b1 blanques cavall · c1 blanques alfil · d1 blanques dama · e1 blanques rei · f1 blanques alfil · h1 blanques torre | a8 negres torre · c8 negres alfil · d8 negres dama · e8 negres rei · f8 negres alfil · g8 negres cavall · h8 negres torre · a7 negres peó · b7 negres peó · d7 negres peó · e7 negres peó · f7 negres peó · h7 negres peó · c6 negres cavall · g6 negres peó · c4 blanques peó · d4 blanques cavall · e4 blanques peó · a2 blanques peó · b2 blanques peó · f2 blanques peó · g2 blanques peó · h2 blanques peó · a1 blanques torre · b1 blanques cavall · c1 blanques alfil · d1 blanques dama · e1 blanques rei · f1 blanques alfil · h1 blanques torre | a8 negres torre · c8 negres alfil · d8 negres dama · e8 negres rei · f8 negres alfil · g8 negres cavall · h8 negres torre · a7 negres peó · b7 negres peó · d7 negres peó · e7 negres peó · f7 negres peó · h7 negres peó · c6 negres cavall · g6 negres peó · c4 blanques peó · d4 blanques cavall · e4 blanques peó · a2 blanques peó · b2 blanques peó · f2 blanques peó · g2 blanques peó · h2 blanques peó · a1 blanques torre · b1 blanques cavall · c1 blanques alfil · d1 blanques dama · e1 blanques rei · f1 blanques alfil · h1 blanques torre | a8 negres torre · c8 negres alfil · d8 negres dama · e8 negres rei · f8 negres alfil · g8 negres cavall · h8 negres torre · a7 negres peó · b7 negres peó · d7 negres peó · e7 negres peó · f7 negres peó · h7 negres peó · c6 negres cavall · g6 negres peó · c4 blanques peó · d4 blanques cavall · e4 blanques peó · a2 blanques peó · b2 blanques peó · f2 blanques peó · g2 blanques peó · h2 blanques peó · a1 blanques torre · b1 blanques cavall · c1 blanques alfil · d1 blanques dama · e1 blanques rei · f1 blanques alfil · h1 blanques torre | a8 negres torre · c8 negres alfil · d8 negres dama · e8 negres rei · f8 negres alfil · g8 negres cavall · h8 negres torre · a7 negres peó · b7 negres peó · d7 negres peó · e7 negres peó · f7 negres peó · h7 negres peó · c6 negres cavall · g6 negres peó · c4 blanques peó · d4 blanques cavall · e4 blanques peó · a2 blanques peó · b2 blanques peó · f2 blanques peó · g2 blanques peó · h2 blanques peó · a1 blanques torre · b1 blanques cavall · c1 blanques alfil · d1 blanques dama · e1 blanques rei · f1 blanques alfil · h1 blanques torre | 6 |
| 5 | a8 negres torre · c8 negres alfil · d8 negres dama · e8 negres rei · f8 negres alfil · g8 negres cavall · h8 negres torre · a7 negres peó · b7 negres peó · d7 negres peó · e7 negres peó · f7 negres peó · h7 negres peó · c6 negres cavall · g6 negres peó · c4 blanques peó · d4 blanques cavall · e4 blanques peó · a2 blanques peó · b2 blanques peó · f2 blanques peó · g2 blanques peó · h2 blanques peó · a1 blanques torre · b1 blanques cavall · c1 blanques alfil · d1 blanques dama · e1 blanques rei · f1 blanques alfil · h1 blanques torre | a8 negres torre · c8 negres alfil · d8 negres dama · e8 negres rei · f8 negres alfil · g8 negres cavall · h8 negres torre · a7 negres peó · b7 negres peó · d7 negres peó · e7 negres peó · f7 negres peó · h7 negres peó · c6 negres cavall · g6 negres peó · c4 blanques peó · d4 blanques cavall · e4 blanques peó · a2 blanques peó · b2 blanques peó · f2 blanques peó · g2 blanques peó · h2 blanques peó · a1 blanques torre · b1 blanques cavall · c1 blanques alfil · d1 blanques dama · e1 blanques rei · f1 blanques alfil · h1 blanques torre | a8 negres torre · c8 negres alfil · d8 negres dama · e8 negres rei · f8 negres alfil · g8 negres cavall · h8 negres torre · a7 negres peó · b7 negres peó · d7 negres peó · e7 negres peó · f7 negres peó · h7 negres peó · c6 negres cavall · g6 negres peó · c4 blanques peó · d4 blanques cavall · e4 blanques peó · a2 blanques peó · b2 blanques peó · f2 blanques peó · g2 blanques peó · h2 blanques peó · a1 blanques torre · b1 blanques cavall · c1 blanques alfil · d1 blanques dama · e1 blanques rei · f1 blanques alfil · h1 blanques torre | a8 negres torre · c8 negres alfil · d8 negres dama · e8 negres rei · f8 negres alfil · g8 negres cavall · h8 negres torre · a7 negres peó · b7 negres peó · d7 negres peó · e7 negres peó · f7 negres peó · h7 negres peó · c6 negres cavall · g6 negres peó · c4 blanques peó · d4 blanques cavall · e4 blanques peó · a2 blanques peó · b2 blanques peó · f2 blanques peó · g2 blanques peó · h2 blanques peó · a1 blanques torre · b1 blanques cavall · c1 blanques alfil · d1 blanques dama · e1 blanques rei · f1 blanques alfil · h1 blanques torre | a8 negres torre · c8 negres alfil · d8 negres dama · e8 negres rei · f8 negres alfil · g8 negres cavall · h8 negres torre · a7 negres peó · b7 negres peó · d7 negres peó · e7 negres peó · f7 negres peó · h7 negres peó · c6 negres cavall · g6 negres peó · c4 blanques peó · d4 blanques cavall · e4 blanques peó · a2 blanques peó · b2 blanques peó · f2 blanques peó · g2 blanques peó · h2 blanques peó · a1 blanques torre · b1 blanques cavall · c1 blanques alfil · d1 blanques dama · e1 blanques rei · f1 blanques alfil · h1 blanques torre | a8 negres torre · c8 negres alfil · d8 negres dama · e8 negres rei · f8 negres alfil · g8 negres cavall · h8 negres torre · a7 negres peó · b7 negres peó · d7 negres peó · e7 negres peó · f7 negres peó · h7 negres peó · c6 negres cavall · g6 negres peó · c4 blanques peó · d4 blanques cavall · e4 blanques peó · a2 blanques peó · b2 blanques peó · f2 blanques peó · g2 blanques peó · h2 blanques peó · a1 blanques torre · b1 blanques cavall · c1 blanques alfil · d1 blanques dama · e1 blanques rei · f1 blanques alfil · h1 blanques torre | a8 negres torre · c8 negres alfil · d8 negres dama · e8 negres rei · f8 negres alfil · g8 negres cavall · h8 negres torre · a7 negres peó · b7 negres peó · d7 negres peó · e7 negres peó · f7 negres peó · h7 negres peó · c6 negres cavall · g6 negres peó · c4 blanques peó · d4 blanques cavall · e4 blanques peó · a2 blanques peó · b2 blanques peó · f2 blanques peó · g2 blanques peó · h2 blanques peó · a1 blanques torre · b1 blanques cavall · c1 blanques alfil · d1 blanques dama · e1 blanques rei · f1 blanques alfil · h1 blanques torre | a8 negres torre · c8 negres alfil · d8 negres dama · e8 negres rei · f8 negres alfil · g8 negres cavall · h8 negres torre · a7 negres peó · b7 negres peó · d7 negres peó · e7 negres peó · f7 negres peó · h7 negres peó · c6 negres cavall · g6 negres peó · c4 blanques peó · d4 blanques cavall · e4 blanques peó · a2 blanques peó · b2 blanques peó · f2 blanques peó · g2 blanques peó · h2 blanques peó · a1 blanques torre · b1 blanques cavall · c1 blanques alfil · d1 blanques dama · e1 blanques rei · f1 blanques alfil · h1 blanques torre | 5 |
| 4 | a8 negres torre · c8 negres alfil · d8 negres dama · e8 negres rei · f8 negres alfil · g8 negres cavall · h8 negres torre · a7 negres peó · b7 negres peó · d7 negres peó · e7 negres peó · f7 negres peó · h7 negres peó · c6 negres cavall · g6 negres peó · c4 blanques peó · d4 blanques cavall · e4 blanques peó · a2 blanques peó · b2 blanques peó · f2 blanques peó · g2 blanques peó · h2 blanques peó · a1 blanques torre · b1 blanques cavall · c1 blanques alfil · d1 blanques dama · e1 blanques rei · f1 blanques alfil · h1 blanques torre | a8 negres torre · c8 negres alfil · d8 negres dama · e8 negres rei · f8 negres alfil · g8 negres cavall · h8 negres torre · a7 negres peó · b7 negres peó · d7 negres peó · e7 negres peó · f7 negres peó · h7 negres peó · c6 negres cavall · g6 negres peó · c4 blanques peó · d4 blanques cavall · e4 blanques peó · a2 blanques peó · b2 blanques peó · f2 blanques peó · g2 blanques peó · h2 blanques peó · a1 blanques torre · b1 blanques cavall · c1 blanques alfil · d1 blanques dama · e1 blanques rei · f1 blanques alfil · h1 blanques torre | a8 negres torre · c8 negres alfil · d8 negres dama · e8 negres rei · f8 negres alfil · g8 negres cavall · h8 negres torre · a7 negres peó · b7 negres peó · d7 negres peó · e7 negres peó · f7 negres peó · h7 negres peó · c6 negres cavall · g6 negres peó · c4 blanques peó · d4 blanques cavall · e4 blanques peó · a2 blanques peó · b2 blanques peó · f2 blanques peó · g2 blanques peó · h2 blanques peó · a1 blanques torre · b1 blanques cavall · c1 blanques alfil · d1 blanques dama · e1 blanques rei · f1 blanques alfil · h1 blanques torre | a8 negres torre · c8 negres alfil · d8 negres dama · e8 negres rei · f8 negres alfil · g8 negres cavall · h8 negres torre · a7 negres peó · b7 negres peó · d7 negres peó · e7 negres peó · f7 negres peó · h7 negres peó · c6 negres cavall · g6 negres peó · c4 blanques peó · d4 blanques cavall · e4 blanques peó · a2 blanques peó · b2 blanques peó · f2 blanques peó · g2 blanques peó · h2 blanques peó · a1 blanques torre · b1 blanques cavall · c1 blanques alfil · d1 blanques dama · e1 blanques rei · f1 blanques alfil · h1 blanques torre | a8 negres torre · c8 negres alfil · d8 negres dama · e8 negres rei · f8 negres alfil · g8 negres cavall · h8 negres torre · a7 negres peó · b7 negres peó · d7 negres peó · e7 negres peó · f7 negres peó · h7 negres peó · c6 negres cavall · g6 negres peó · c4 blanques peó · d4 blanques cavall · e4 blanques peó · a2 blanques peó · b2 blanques peó · f2 blanques peó · g2 blanques peó · h2 blanques peó · a1 blanques torre · b1 blanques cavall · c1 blanques alfil · d1 blanques dama · e1 blanques rei · f1 blanques alfil · h1 blanques torre | a8 negres torre · c8 negres alfil · d8 negres dama · e8 negres rei · f8 negres alfil · g8 negres cavall · h8 negres torre · a7 negres peó · b7 negres peó · d7 negres peó · e7 negres peó · f7 negres peó · h7 negres peó · c6 negres cavall · g6 negres peó · c4 blanques peó · d4 blanques cavall · e4 blanques peó · a2 blanques peó · b2 blanques peó · f2 blanques peó · g2 blanques peó · h2 blanques peó · a1 blanques torre · b1 blanques cavall · c1 blanques alfil · d1 blanques dama · e1 blanques rei · f1 blanques alfil · h1 blanques torre | a8 negres torre · c8 negres alfil · d8 negres dama · e8 negres rei · f8 negres alfil · g8 negres cavall · h8 negres torre · a7 negres peó · b7 negres peó · d7 negres peó · e7 negres peó · f7 negres peó · h7 negres peó · c6 negres cavall · g6 negres peó · c4 blanques peó · d4 blanques cavall · e4 blanques peó · a2 blanques peó · b2 blanques peó · f2 blanques peó · g2 blanques peó · h2 blanques peó · a1 blanques torre · b1 blanques cavall · c1 blanques alfil · d1 blanques dama · e1 blanques rei · f1 blanques alfil · h1 blanques torre | a8 negres torre · c8 negres alfil · d8 negres dama · e8 negres rei · f8 negres alfil · g8 negres cavall · h8 negres torre · a7 negres peó · b7 negres peó · d7 negres peó · e7 negres peó · f7 negres peó · h7 negres peó · c6 negres cavall · g6 negres peó · c4 blanques peó · d4 blanques cavall · e4 blanques peó · a2 blanques peó · b2 blanques peó · f2 blanques peó · g2 blanques peó · h2 blanques peó · a1 blanques torre · b1 blanques cavall · c1 blanques alfil · d1 blanques dama · e1 blanques rei · f1 blanques alfil · h1 blanques torre | 4 |
| 3 | a8 negres torre · c8 negres alfil · d8 negres dama · e8 negres rei · f8 negres alfil · g8 negres cavall · h8 negres torre · a7 negres peó · b7 negres peó · d7 negres peó · e7 negres peó · f7 negres peó · h7 negres peó · c6 negres cavall · g6 negres peó · c4 blanques peó · d4 blanques cavall · e4 blanques peó · a2 blanques peó · b2 blanques peó · f2 blanques peó · g2 blanques peó · h2 blanques peó · a1 blanques torre · b1 blanques cavall · c1 blanques alfil · d1 blanques dama · e1 blanques rei · f1 blanques alfil · h1 blanques torre | a8 negres torre · c8 negres alfil · d8 negres dama · e8 negres rei · f8 negres alfil · g8 negres cavall · h8 negres torre · a7 negres peó · b7 negres peó · d7 negres peó · e7 negres peó · f7 negres peó · h7 negres peó · c6 negres cavall · g6 negres peó · c4 blanques peó · d4 blanques cavall · e4 blanques peó · a2 blanques peó · b2 blanques peó · f2 blanques peó · g2 blanques peó · h2 blanques peó · a1 blanques torre · b1 blanques cavall · c1 blanques alfil · d1 blanques dama · e1 blanques rei · f1 blanques alfil · h1 blanques torre | a8 negres torre · c8 negres alfil · d8 negres dama · e8 negres rei · f8 negres alfil · g8 negres cavall · h8 negres torre · a7 negres peó · b7 negres peó · d7 negres peó · e7 negres peó · f7 negres peó · h7 negres peó · c6 negres cavall · g6 negres peó · c4 blanques peó · d4 blanques cavall · e4 blanques peó · a2 blanques peó · b2 blanques peó · f2 blanques peó · g2 blanques peó · h2 blanques peó · a1 blanques torre · b1 blanques cavall · c1 blanques alfil · d1 blanques dama · e1 blanques rei · f1 blanques alfil · h1 blanques torre | a8 negres torre · c8 negres alfil · d8 negres dama · e8 negres rei · f8 negres alfil · g8 negres cavall · h8 negres torre · a7 negres peó · b7 negres peó · d7 negres peó · e7 negres peó · f7 negres peó · h7 negres peó · c6 negres cavall · g6 negres peó · c4 blanques peó · d4 blanques cavall · e4 blanques peó · a2 blanques peó · b2 blanques peó · f2 blanques peó · g2 blanques peó · h2 blanques peó · a1 blanques torre · b1 blanques cavall · c1 blanques alfil · d1 blanques dama · e1 blanques rei · f1 blanques alfil · h1 blanques torre | a8 negres torre · c8 negres alfil · d8 negres dama · e8 negres rei · f8 negres alfil · g8 negres cavall · h8 negres torre · a7 negres peó · b7 negres peó · d7 negres peó · e7 negres peó · f7 negres peó · h7 negres peó · c6 negres cavall · g6 negres peó · c4 blanques peó · d4 blanques cavall · e4 blanques peó · a2 blanques peó · b2 blanques peó · f2 blanques peó · g2 blanques peó · h2 blanques peó · a1 blanques torre · b1 blanques cavall · c1 blanques alfil · d1 blanques dama · e1 blanques rei · f1 blanques alfil · h1 blanques torre | a8 negres torre · c8 negres alfil · d8 negres dama · e8 negres rei · f8 negres alfil · g8 negres cavall · h8 negres torre · a7 negres peó · b7 negres peó · d7 negres peó · e7 negres peó · f7 negres peó · h7 negres peó · c6 negres cavall · g6 negres peó · c4 blanques peó · d4 blanques cavall · e4 blanques peó · a2 blanques peó · b2 blanques peó · f2 blanques peó · g2 blanques peó · h2 blanques peó · a1 blanques torre · b1 blanques cavall · c1 blanques alfil · d1 blanques dama · e1 blanques rei · f1 blanques alfil · h1 blanques torre | a8 negres torre · c8 negres alfil · d8 negres dama · e8 negres rei · f8 negres alfil · g8 negres cavall · h8 negres torre · a7 negres peó · b7 negres peó · d7 negres peó · e7 negres peó · f7 negres peó · h7 negres peó · c6 negres cavall · g6 negres peó · c4 blanques peó · d4 blanques cavall · e4 blanques peó · a2 blanques peó · b2 blanques peó · f2 blanques peó · g2 blanques peó · h2 blanques peó · a1 blanques torre · b1 blanques cavall · c1 blanques alfil · d1 blanques dama · e1 blanques rei · f1 blanques alfil · h1 blanques torre | a8 negres torre · c8 negres alfil · d8 negres dama · e8 negres rei · f8 negres alfil · g8 negres cavall · h8 negres torre · a7 negres peó · b7 negres peó · d7 negres peó · e7 negres peó · f7 negres peó · h7 negres peó · c6 negres cavall · g6 negres peó · c4 blanques peó · d4 blanques cavall · e4 blanques peó · a2 blanques peó · b2 blanques peó · f2 blanques peó · g2 blanques peó · h2 blanques peó · a1 blanques torre · b1 blanques cavall · c1 blanques alfil · d1 blanques dama · e1 blanques rei · f1 blanques alfil · h1 blanques torre | 3 |
| 2 | a8 negres torre · c8 negres alfil · d8 negres dama · e8 negres rei · f8 negres alfil · g8 negres cavall · h8 negres torre · a7 negres peó · b7 negres peó · d7 negres peó · e7 negres peó · f7 negres peó · h7 negres peó · c6 negres cavall · g6 negres peó · c4 blanques peó · d4 blanques cavall · e4 blanques peó · a2 blanques peó · b2 blanques peó · f2 blanques peó · g2 blanques peó · h2 blanques peó · a1 blanques torre · b1 blanques cavall · c1 blanques alfil · d1 blanques dama · e1 blanques rei · f1 blanques alfil · h1 blanques torre | a8 negres torre · c8 negres alfil · d8 negres dama · e8 negres rei · f8 negres alfil · g8 negres cavall · h8 negres torre · a7 negres peó · b7 negres peó · d7 negres peó · e7 negres peó · f7 negres peó · h7 negres peó · c6 negres cavall · g6 negres peó · c4 blanques peó · d4 blanques cavall · e4 blanques peó · a2 blanques peó · b2 blanques peó · f2 blanques peó · g2 blanques peó · h2 blanques peó · a1 blanques torre · b1 blanques cavall · c1 blanques alfil · d1 blanques dama · e1 blanques rei · f1 blanques alfil · h1 blanques torre | a8 negres torre · c8 negres alfil · d8 negres dama · e8 negres rei · f8 negres alfil · g8 negres cavall · h8 negres torre · a7 negres peó · b7 negres peó · d7 negres peó · e7 negres peó · f7 negres peó · h7 negres peó · c6 negres cavall · g6 negres peó · c4 blanques peó · d4 blanques cavall · e4 blanques peó · a2 blanques peó · b2 blanques peó · f2 blanques peó · g2 blanques peó · h2 blanques peó · a1 blanques torre · b1 blanques cavall · c1 blanques alfil · d1 blanques dama · e1 blanques rei · f1 blanques alfil · h1 blanques torre | a8 negres torre · c8 negres alfil · d8 negres dama · e8 negres rei · f8 negres alfil · g8 negres cavall · h8 negres torre · a7 negres peó · b7 negres peó · d7 negres peó · e7 negres peó · f7 negres peó · h7 negres peó · c6 negres cavall · g6 negres peó · c4 blanques peó · d4 blanques cavall · e4 blanques peó · a2 blanques peó · b2 blanques peó · f2 blanques peó · g2 blanques peó · h2 blanques peó · a1 blanques torre · b1 blanques cavall · c1 blanques alfil · d1 blanques dama · e1 blanques rei · f1 blanques alfil · h1 blanques torre | a8 negres torre · c8 negres alfil · d8 negres dama · e8 negres rei · f8 negres alfil · g8 negres cavall · h8 negres torre · a7 negres peó · b7 negres peó · d7 negres peó · e7 negres peó · f7 negres peó · h7 negres peó · c6 negres cavall · g6 negres peó · c4 blanques peó · d4 blanques cavall · e4 blanques peó · a2 blanques peó · b2 blanques peó · f2 blanques peó · g2 blanques peó · h2 blanques peó · a1 blanques torre · b1 blanques cavall · c1 blanques alfil · d1 blanques dama · e1 blanques rei · f1 blanques alfil · h1 blanques torre | a8 negres torre · c8 negres alfil · d8 negres dama · e8 negres rei · f8 negres alfil · g8 negres cavall · h8 negres torre · a7 negres peó · b7 negres peó · d7 negres peó · e7 negres peó · f7 negres peó · h7 negres peó · c6 negres cavall · g6 negres peó · c4 blanques peó · d4 blanques cavall · e4 blanques peó · a2 blanques peó · b2 blanques peó · f2 blanques peó · g2 blanques peó · h2 blanques peó · a1 blanques torre · b1 blanques cavall · c1 blanques alfil · d1 blanques dama · e1 blanques rei · f1 blanques alfil · h1 blanques torre | a8 negres torre · c8 negres alfil · d8 negres dama · e8 negres rei · f8 negres alfil · g8 negres cavall · h8 negres torre · a7 negres peó · b7 negres peó · d7 negres peó · e7 negres peó · f7 negres peó · h7 negres peó · c6 negres cavall · g6 negres peó · c4 blanques peó · d4 blanques cavall · e4 blanques peó · a2 blanques peó · b2 blanques peó · f2 blanques peó · g2 blanques peó · h2 blanques peó · a1 blanques torre · b1 blanques cavall · c1 blanques alfil · d1 blanques dama · e1 blanques rei · f1 blanques alfil · h1 blanques torre | a8 negres torre · c8 negres alfil · d8 negres dama · e8 negres rei · f8 negres alfil · g8 negres cavall · h8 negres torre · a7 negres peó · b7 negres peó · d7 negres peó · e7 negres peó · f7 negres peó · h7 negres peó · c6 negres cavall · g6 negres peó · c4 blanques peó · d4 blanques cavall · e4 blanques peó · a2 blanques peó · b2 blanques peó · f2 blanques peó · g2 blanques peó · h2 blanques peó · a1 blanques torre · b1 blanques cavall · c1 blanques alfil · d1 blanques dama · e1 blanques rei · f1 blanques alfil · h1 blanques torre | 2 |
| 1 | a8 negres torre · c8 negres alfil · d8 negres dama · e8 negres rei · f8 negres alfil · g8 negres cavall · h8 negres torre · a7 negres peó · b7 negres peó · d7 negres peó · e7 negres peó · f7 negres peó · h7 negres peó · c6 negres cavall · g6 negres peó · c4 blanques peó · d4 blanques cavall · e4 blanques peó · a2 blanques peó · b2 blanques peó · f2 blanques peó · g2 blanques peó · h2 blanques peó · a1 blanques torre · b1 blanques cavall · c1 blanques alfil · d1 blanques dama · e1 blanques rei · f1 blanques alfil · h1 blanques torre | a8 negres torre · c8 negres alfil · d8 negres dama · e8 negres rei · f8 negres alfil · g8 negres cavall · h8 negres torre · a7 negres peó · b7 negres peó · d7 negres peó · e7 negres peó · f7 negres peó · h7 negres peó · c6 negres cavall · g6 negres peó · c4 blanques peó · d4 blanques cavall · e4 blanques peó · a2 blanques peó · b2 blanques peó · f2 blanques peó · g2 blanques peó · h2 blanques peó · a1 blanques torre · b1 blanques cavall · c1 blanques alfil · d1 blanques dama · e1 blanques rei · f1 blanques alfil · h1 blanques torre | a8 negres torre · c8 negres alfil · d8 negres dama · e8 negres rei · f8 negres alfil · g8 negres cavall · h8 negres torre · a7 negres peó · b7 negres peó · d7 negres peó · e7 negres peó · f7 negres peó · h7 negres peó · c6 negres cavall · g6 negres peó · c4 blanques peó · d4 blanques cavall · e4 blanques peó · a2 blanques peó · b2 blanques peó · f2 blanques peó · g2 blanques peó · h2 blanques peó · a1 blanques torre · b1 blanques cavall · c1 blanques alfil · d1 blanques dama · e1 blanques rei · f1 blanques alfil · h1 blanques torre | a8 negres torre · c8 negres alfil · d8 negres dama · e8 negres rei · f8 negres alfil · g8 negres cavall · h8 negres torre · a7 negres peó · b7 negres peó · d7 negres peó · e7 negres peó · f7 negres peó · h7 negres peó · c6 negres cavall · g6 negres peó · c4 blanques peó · d4 blanques cavall · e4 blanques peó · a2 blanques peó · b2 blanques peó · f2 blanques peó · g2 blanques peó · h2 blanques peó · a1 blanques torre · b1 blanques cavall · c1 blanques alfil · d1 blanques dama · e1 blanques rei · f1 blanques alfil · h1 blanques torre | a8 negres torre · c8 negres alfil · d8 negres dama · e8 negres rei · f8 negres alfil · g8 negres cavall · h8 negres torre · a7 negres peó · b7 negres peó · d7 negres peó · e7 negres peó · f7 negres peó · h7 negres peó · c6 negres cavall · g6 negres peó · c4 blanques peó · d4 blanques cavall · e4 blanques peó · a2 blanques peó · b2 blanques peó · f2 blanques peó · g2 blanques peó · h2 blanques peó · a1 blanques torre · b1 blanques cavall · c1 blanques alfil · d1 blanques dama · e1 blanques rei · f1 blanques alfil · h1 blanques torre | a8 negres torre · c8 negres alfil · d8 negres dama · e8 negres rei · f8 negres alfil · g8 negres cavall · h8 negres torre · a7 negres peó · b7 negres peó · d7 negres peó · e7 negres peó · f7 negres peó · h7 negres peó · c6 negres cavall · g6 negres peó · c4 blanques peó · d4 blanques cavall · e4 blanques peó · a2 blanques peó · b2 blanques peó · f2 blanques peó · g2 blanques peó · h2 blanques peó · a1 blanques torre · b1 blanques cavall · c1 blanques alfil · d1 blanques dama · e1 blanques rei · f1 blanques alfil · h1 blanques torre | a8 negres torre · c8 negres alfil · d8 negres dama · e8 negres rei · f8 negres alfil · g8 negres cavall · h8 negres torre · a7 negres peó · b7 negres peó · d7 negres peó · e7 negres peó · f7 negres peó · h7 negres peó · c6 negres cavall · g6 negres peó · c4 blanques peó · d4 blanques cavall · e4 blanques peó · a2 blanques peó · b2 blanques peó · f2 blanques peó · g2 blanques peó · h2 blanques peó · a1 blanques torre · b1 blanques cavall · c1 blanques alfil · d1 blanques dama · e1 blanques rei · f1 blanques alfil · h1 blanques torre | a8 negres torre · c8 negres alfil · d8 negres dama · e8 negres rei · f8 negres alfil · g8 negres cavall · h8 negres torre · a7 negres peó · b7 negres peó · d7 negres peó · e7 negres peó · f7 negres peó · h7 negres peó · c6 negres cavall · g6 negres peó · c4 blanques peó · d4 blanques cavall · e4 blanques peó · a2 blanques peó · b2 blanques peó · f2 blanques peó · g2 blanques peó · h2 blanques peó · a1 blanques torre · b1 blanques cavall · c1 blanques alfil · d1 blanques dama · e1 blanques rei · f1 blanques alfil · h1 blanques torre | 1 |
|   | a | b | c | d | e | f | g | h |   |

L'anell de Maróczy, o mur de Maróczy, conegut en anglès com a Maróczy Bind, literalment, lligadura de Maróczy, és una formació de peons en escacs, que deu el seu nom al Gran Mestre hongarès Géza Maróczy, i que és jugada principalment, tot i que no de manera exclusiva, contra la defensa siciliana. Es caracteritza per la situació de peons blancs a c4 i e4, un cop el peó-d blanc ha estat canviat pel peó-c de les negres. Els peons c i e de les blanques controlen la casella d5, fent difícil per les negres d'alliberar la seva posició amb ...d5; les negres sovint opten per fer ...d6, i molt sovint fan servir una formació tipus Hedgehog contra l'anell.

## Història
La primera partida coneguda en què es mostrà l'anell de Maróczy fou Swiderski–Maróczy, Montecarlo 1904. Estranyament, no es coneixen partides en què en Maróczy jugués així amb blanques. De tota manera, l'edició de març-abril de 1906 de Wiener Schachzeitung reproduïa, de Magyar Sakklap els comentaris de Maróczy a la partida Tarrasch-Marshall, Nuremberg (matx) 1905 (la qual començà 1.e4 c5 2.d4 cxd4 3.Cf3 a6 4.Cxd4 g6 5.Ae2 Ag7 6.Cc3 Cc6). "En quatre moviments consecutius (del 3 al 6) Maróczy va destacar el valor del moviment c4."
Durant algunes dècades, es considerava en general que permetre plantejar l'anell era una mena de greu errada posicional per les negres. Per exemple, Harry Golombek, a Capablanca's 100 Best Games of Chess (1947), dona un signe d'interrogació a la quarta jugada negra a la línia 1.e4 c5 2.Ce2 d6 3.d4 cxd4 4.Cxd4 g6, una forma de variant del drac accelerat de la defensa siciliana, tot indicant que 4...Cf6 era "necessària" per obligar les blanques a bloquejar el seu peó-c amb 5.Cc3 i així evitar l'anell. Golombek dona un signe d'admiració a 5.c4, establint l'anell, tot explicant que "Aquest fort moviment dona a les blanques el control del centre i ara les negres tenen difícil de contraatacar." Reuben Fine, escrivint el 1948, també considerava l'anell com a molt fort per les blanques.

A començaments dels 1950, l'anell de Maróczy va començar a ser menys temut, quan es van trobar nous mètodes per les negres per combatre'l. La novena edició de Modern Chess Openings (1957) indicava que les negres s'havien "deixat anar" de les lligadures de l'anell. Larry Evans va escriure a la desena edició (1965) que en resposta al dragó accelerat, l'anell de Maróczy "va ser un cop considerat com a refutació, però ara ha perdut molta de la seva pegada. Les blanques retenen avantatge d'espai, però la posició de les negres és fermament assentada." Aquest ha romàs com el punt de vista actual, tot i que alguns comentaristes recents han emfatitzat que les negres han de buscar contrajoc actiu, o si no seran "escanyades". De tota manera, John Nunn i Joe Gallagher observen: 
Tot i que l'anell de Maroczy és una mica passiu per les negres, jugadors com Larsen, Petursson i Velimirović han demostrat que amb paciència, i esperant un error de concentració de les blanques, aquesta línia pot oferir possibilitats de guanyar per les negres. L'opinió teòrica és que les blanques han de mantenir un lleuger avantatge, però ningú ha de creure que aquesta és una línia en què les blanques no puguin perdre.

## Línies d'obertura freqüents
Entre les línies d'obertura en què sovint s'assoleix un anell de Maróczy hi ha:
- El dragó accelerat de la defensa siciliana: 1.e4 c5 2.Cf3 Cc6 3.d4 cxd4 4.Cxd4 g6, seguit de 5.c4. (Vegeu el diagrama.)
- La variant Taimanov de la siciliana: 1.e4 c5 2.Cf3 e6 3.d4 cxd4 4.Cxd4 Cc6, seguit de 5.Cb5 d6 6.c4.
- La variant Kan de la siciliana: 1.e4 c5 2.Cf3 e6 3.d4 cxd4 4.Cxd4 a6, seguit de 5.c4.
- La variant Petrossian de la defensa índia de dama: 1.d4 Cf6 2.c4 e6 3.Cf3 b6 4.a3 Aa6 5.Dc2 Ab7 6.Cc3 c5 7.e4 cxd4 8.Cxd4.
- La variant clàssica de la defensa Nimzoíndia: 1.d4 Cf6 2.c4 e6 3.Cc3 Ab4 4.Dc2 c5 5.dxc5, seguit posteriorment per e4.
- La variant Moscou de la siciliana: 1.e4 c5 2.Cf3 d6 3.Ab5+ Ad7 4.Axd7 Dxd7 5.c4, seguit de d4 i ...cxd4.
- A la formació Hedgehog, l'oponent (normalment les blanques) poden optar per l'anell de Maróczy, per exemple: 1.c4 c5 2.Cf3 Cf6 3.g3 b6 4.Ag2 Ab7 5.Cc3 e6 6.0-0 a6 7.d4 cxd4 8.Dxd4 d6 9.e4 Ae7 10.b3 Cbd7.
- La variant Chekhover de la defensa siciliana: 1. e4 c5 2. Cf3 d6 3. d4 cxd4 4.Dxd4 Cc6 5. Ab5 Ad7 6. Axc6 Axc6 7. c4.
- La variant de l'avenç del gambit Smith-Morra declinat: 1.e4 c5 2.d4 cxd4 3.c3 d3 4.c4.